# Mazières-Naresse
Mazières-Naresse ist eine französische Gemeinde mit 99 Einwohnern (Stand 1. Januar 2022) im Département Lot-et-Garonne in der Region Nouvelle-Aquitaine (vor 2016: Aquitanien). Die Gemeinde gehört zum Arrondissement Villeneuve-sur-Lot und zum Kanton Le Haut Agenais Périgord.
Der Namensteil „Mazières“ leitet sich von maceria ab, das „römische Ruinen“ bedeutet.
Die Einwohner werden Maziérois und Maziéroises genannt.

## Geographie
Mazières-Naresse liegt circa 30 Kilometer nördlich von Villeneuve-sur-Lot in der historischen Provinz Agenais an der Grenze zum benachbarten Département Dordogne.
Umgeben wird Mazières-Naresse von den sieben Nachbargemeinden:
| Sainte-Radegonde (Département Dordogne) | Beaumontois en Périgord (Département Dordogne) | Rayet     |
| Doudrac                                 | Kompassrose, die auf Nachbargemeinden zeigt    | Rives     |
| Bournel                                 |                                                | Villeréal |

Mazières-Naresse liegt im Einzugsgebiet des Flusses Garonne.
Der Dropt, ein Nebenfluss der Garonne, bildet die natürliche Grenze zu den südlichen Nachbargemeinden Bournel und Villeréal. Der Pontillou, ein Nebenfluss der Bournègue, bildet die natürliche Grenze zu den nördlichen Nachbargemeinden Sainte-Radegonde und Beaumontois en Périgord.

## Geschichte
Zwei Keller mit Galerien und Grabanlagen belegen eine Besiedelung des Gemeindegebiets in der Antike. Andere architektonische Überbleibsel und die Errichtung zahlreicher Gebäude bezeugen die Bedeutung der Gemeinde im Mittelalter.
Im Jahr 1826 haben sich die Gemeinden Naresse und Mazières zur heutigen Gemeinde Mazières-Naresse zusammengeschlossen.

## Einwohnerentwicklung

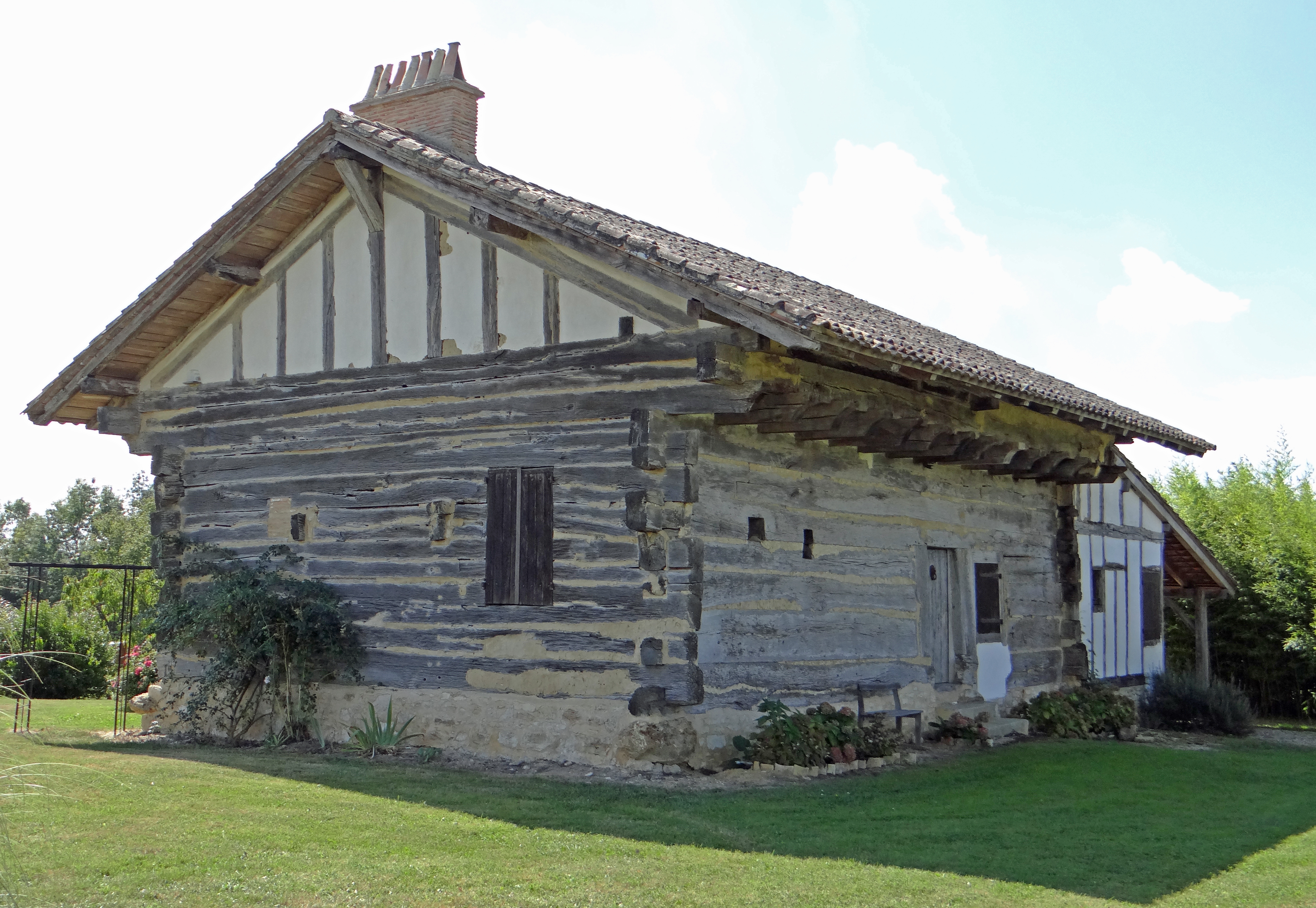
Blockhaus

Nach Beginn der Aufzeichnungen stieg die Einwohnerzahl bis zur ersten Hälfte des 19. Jahrhunderts auf einen Höchststand von rund 505. In der Folgezeit sank die Größe der Gemeinde bei kurzen Erholungsphasen bis heute.
| Jahr      | 1962 | 1968 | 1975 | 1982 | 1990 | 1999 | 2006 | 2011 | 2022 |
| --------- | ---- | ---- | ---- | ---- | ---- | ---- | ---- | ---- | ---- |
| Einwohner | 203  | 185  | 159  | 148  | 141  | 137  | 137  | 135  | 99   |

## Blockhaus
Es besteht ein generelles ethnologisches Interesse an diesen Bauten aus aufeinandergestapelten Holzbalken, die zwischen dem 14 und dem 17. Jahrhundert in dem Gebiet gebaut wurden. Dieses Haus im Ortsteil Mazières erfuhr Umbauten im 16. Jahrhundert, die mit ökonomischen und sozialen Entwicklungen des Gebiets zusammenhängen. Die Holzwände erinnern an Hütten in Nordeuropa oder in den Bergen. Eine Trennwand aus Fachwerk trennt die beiden Räume des Hauses, einer für die Lagerung der Ernte, der andere diente als Wohnraum. Das Haus und sein Anbau in der gleichen Bauweise sind seit dem 25. Januar 1996 als Monument historique klassifiziert. Es ist der Öffentlichkeit nicht zugänglich.

## Wirtschaft und Infrastruktur
Die Landwirtschaft mit der Bewirtschaftung von Pflaumenbäumen und Verkauf der Früchte ist der wichtigsten Wirtschaftsfaktoren der Gemeinde.

### Verkehr
Mazières-Naresse wird durchquert von den Routes départementales 207 (Dordogne: 14) und 250.